# Küstenstraße Fv17

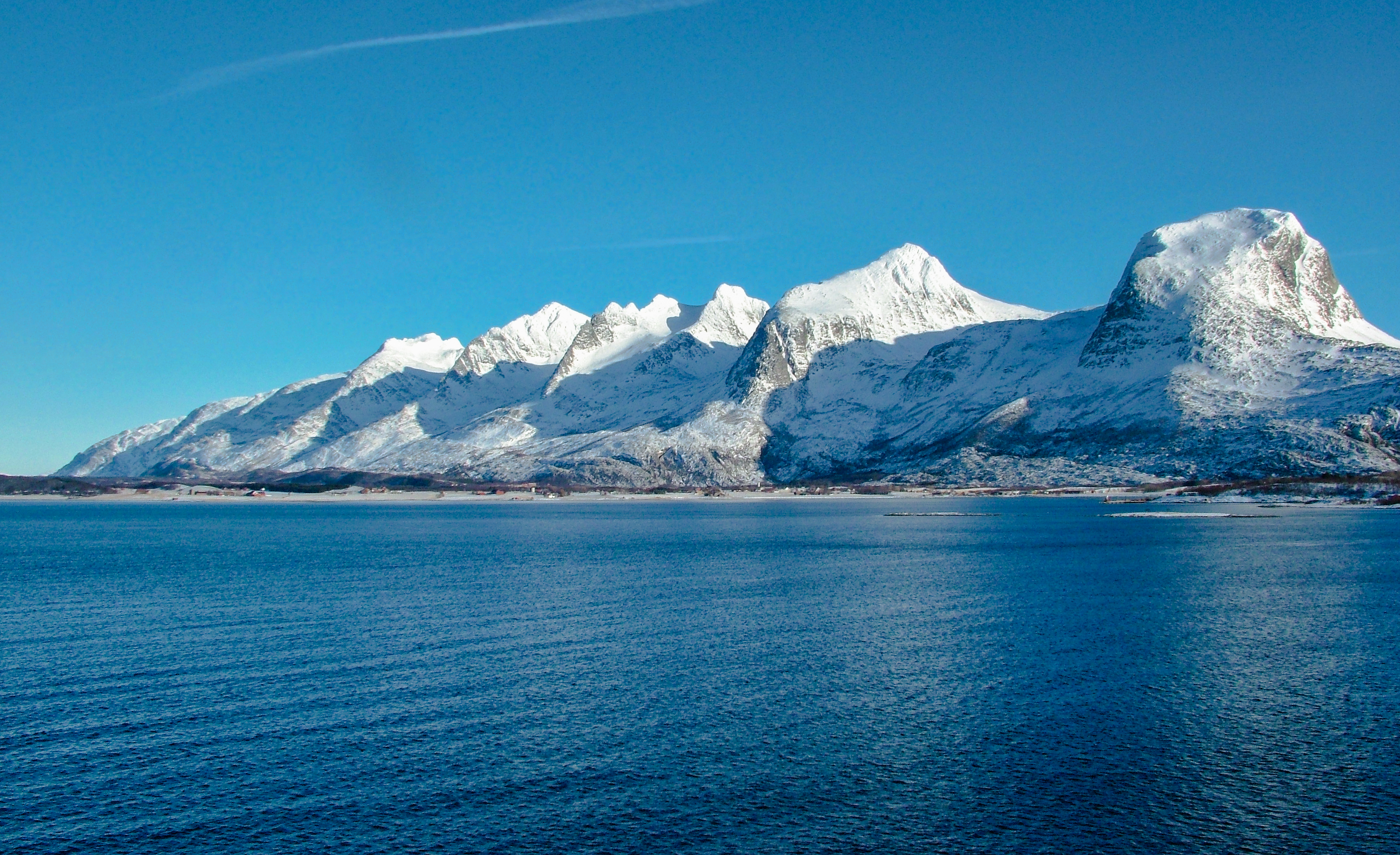
Bergformation Die Sieben Schwestern

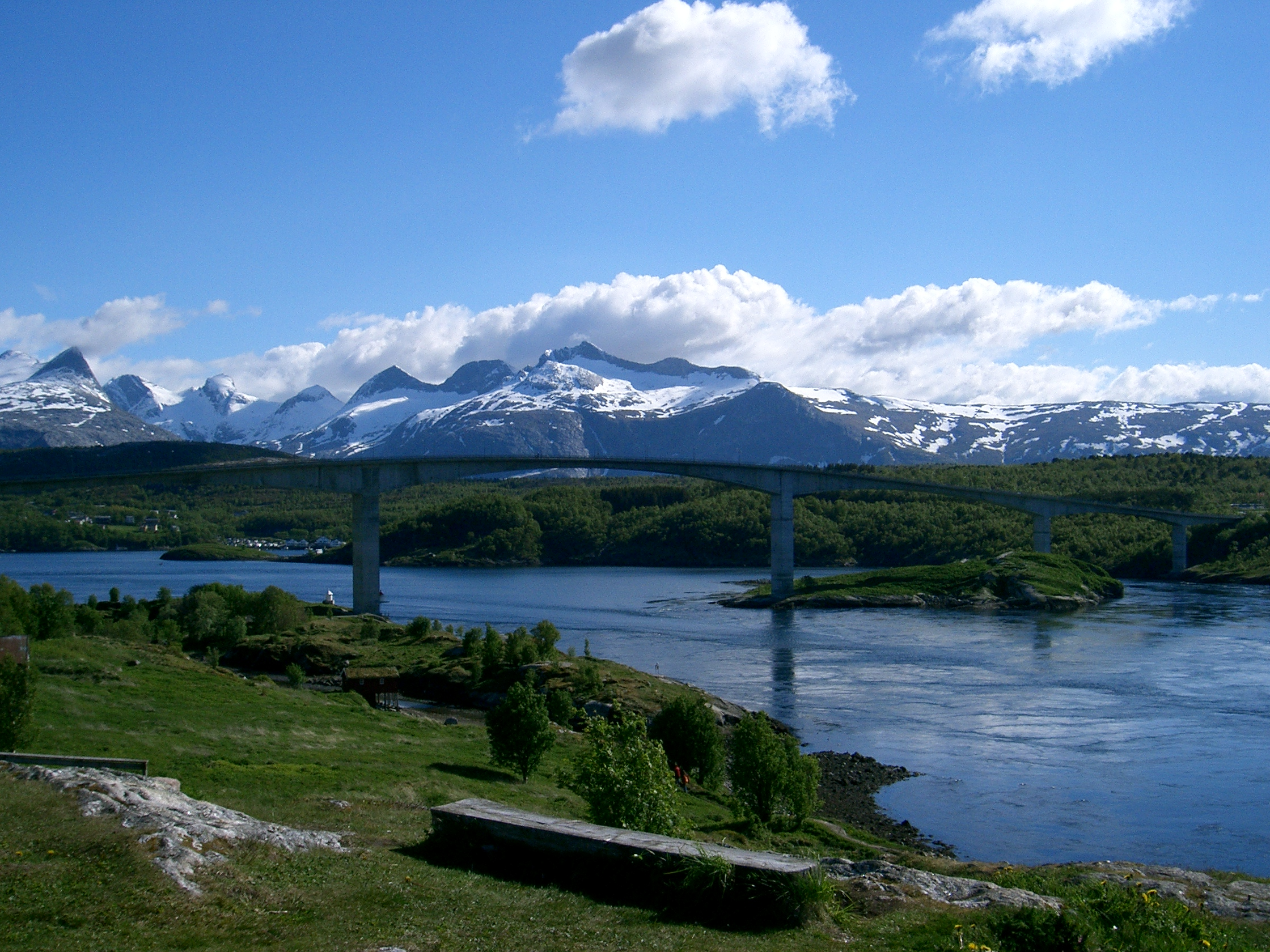
Die Auslegerbrücke Saltstraumbrua quert den Saltstraumen.

Die Küstenstraße Fv17 (Fylkesvei 17) verläuft zwischen Steinkjer und Bodø nahe bzw. direkt an der norwegischen Atlantikküste. Die Straße führt durch die Landschaften Namdalen, Helgeland und Salten. Zahlreiche Tunnel und sechs Fähren werden benötigt, um die 650 km zu überwinden. Der Polarkreis wird dabei auf der Fähre Kilboghamn–Jektvik überquert. Der Fv17 ist eine Alternative zur Europastraße 6 (E6) auf der Fahrt nach Norden nach Lofoten oder dem Nordkap wegen der landschaftlichen Schönheit, aber auch ein eigenständiges Reiseziel. Der Fv17 ist durchweg asphaltiert, als Landschaftsroute ausgebaut und auch für Fahrräder geeignet. Der für Fahrräder gesperrte Svartistunnel kann mit einer siebten Fährüberfahrt umfahren werden.
Bis zum 31. Dezember 2009 war der Fv17 eine Reichsstraße (Rv17).
Unter der Bezeichnung Kystriksveien vermarkten die anliegenden Gemeinden die landschaftlich schöne Strecke. So wird jedes Jahr ein kostenloses „Reisehandbuch“ herausgegeben, in dem Touristen viele Hinweise zu Sehenswürdigkeiten finden können, aber auch Informationen zu Fährplänen und Öffnungszeiten.